# Distrito de Krupina
El distrito de Krupina (en eslovaco Okres Krupina) es una unidad administrativa (okres) de Eslovaquia Central, situado en la región de Banská Bystrica, con 22 841 habitantes (en 2003) y una superficie de 585 km².

## Demografía
| Año        | 1994   | 2004    | 2014    | 2024    |
| ---------- | ------ | ------- | ------- | ------- |
| Población  | 23 046 | 22 674  | 22 636  | 21 209  |
| Diferencia |        | −1,61 % | −0,16 % | −6,30 % |

| Año        | 2023   | 2024    |
| ---------- | ------ | ------- |
| Población  | 21 271 | 21 209  |
| Diferencia |        | −0,29 % |

## Ciudades
- Dudince
- Krupina (capital)

## Municipios (población año 2017)
- Bzovík 1149
- Čabradský Vrbovok 234
- Čekovce 453
- Cerovo 589
- Devičie 309
- Dolné Mladonice 132
- Dolný Badín 251
- Domaníky 198
- Drážovce 132
- Drienovo 108
- Hontianske Moravce 869
- Hontianske Nemce 1471
- Hontianske Tesáre 922
- Horné Mladonice 172
- Horný Badín 184
- Jalšovík 185
- Kozí Vrbovok 156
- Kráľovce-Krnišov 158
- Lackov 102
- Ladzany 281
- Lišov 221
- Litava 764
- Medovarce 227
- Rykynčice 278
- Sebechleby 1,217
- Selce 96
- Senohrad 772
- Sudince 85
- Súdovce 214
- Terany 612
- Trpín 119
- Uňatín 175
- Zemiansky Vrbovok 89
- Žibritov 63